# Puchar Polski w piłce siatkowej kobiet (2003/2004)
Puchar Polski w piłce siatkowej kobiet 2003/2004 – 47. sezon rozgrywek o siatkarski Puchar Polski, rozgrywany od 1932 roku.

## Rozgrywki

### Półfinał
| Data       | Drużyna 1              | Wynik | Drużyna 2               | Sety                             |
| ---------- | ---------------------- | ----- | ----------------------- | -------------------------------- |
| 20.03.2004 | BKS Stal Bielsko-Biała | 3:0   | PTPS Nafta Gaz Piła     | 25:18, 27:25, 25:22              |
| 20.03.2004 | Gwardia Wrocław        | 3:2   | Telenet Autopart Mielec | 21:25, 25:19, 25:23, 25:27, 15:7 |

### Finał
| Data       | Drużyna 1              | Wynik | Drużyna 2       | Sety                |
| ---------- | ---------------------- | ----- | --------------- | ------------------- |
| 21.03.2004 | BKS Stal Bielsko-Biała | 3:0   | Gwardia Wrocław | 25:19, 25:16, 25:19 |

## Klasyfikacja końcowa
| Miejsce | Drużyna                 |
| ------- | ----------------------- |
| 1.      | BKS Stal Bielsko-Biała  |
| 2.      | Gwardia Wrocław         |
| 3-4.    | PTPS Nafta Gaz Piła     |
| 3-4.    | Telenet Autopart Mielec |